# Víctor Salazar
Víctor Salazar (Tucumán, 26 maggio 1993) è un calciatore argentino, difensore dello Sportivo Ameliano.

## Caratteristiche tecniche
Gioca come terzino destro.

## Carriera
Cresciuto nelle giovanili del Rosario Central, debutta in prima squadra il 22 novembre 2014 giocando da titolare il match pareggiato per 1-1 contro l'Olimpo.